# Ганнібал Межбрі
Ганнібал Межбрі (араб. حنبعل المجبري, фр. Hannibal Mejbri, нар. 21 січня 2003, Іврі-сюр-Сен) — французький і туніський футболіст, півзахисник англійського клубу «Бернлі» і національної збірної Тунісу.

## Клубна кар'єра
Народився 21 січня 2003 року у французькому Іврі-сюр-Сен в родині вихідців із Тунісу. Займався футболом у структурі клубів «Париж», «Булонь-Білланкур» та «Монако», а 2019 року перейшов до академії англійського «Манчестер Юнайтед».
У дорослому футболі за головну команду «Манчестер Юнайтед» в сезоні 2020/21. 
Влітку 2022 року на умовах оренди перейшов до «Бірмінгем Сіті», представника Чемпіонату Футбольної ліги.

## Виступи за збірні
2018 року дебютував у складі юнацької збірної Франції (U-17), загалом на юнацькому рівні за французькі команди взяв участь у 15 іграх, відзначившись 3 забитими голами.
Згодом прийняв пропозицію на рівні дорослих збірних захищати кольори своєї історичної батьківщини і 2021 року дебютував в офіційних матчах у складі національної збірної Тунісу.
У складі збірної — учасник Кубка африканських націй 2021 року в Камеруні та чемпіонату світу 2022 року в Катарі.
| Дата       | Місто                    | Господарі         | Результат  | Гості                | Турнір                                   | Голи | Примітки  |
| ---------- | ------------------------ | ----------------- | ---------- | -------------------- | ---------------------------------------- | ---- | --------- |
| 5-6-2021   | Радес                    | Туніс             | 1 – 0      | ДР Конго             | товариський матч                         | -    | 46'       |
| 11-6-2021  | Радес                    | Туніс             | 0 – 2      | Алжир                | товариський матч                         | -    | 78'       |
| 15-6-2021  | Радес                    | Туніс             | 1 – 0      | Малі                 | товариський матч                         | -    | 70'       |
| 30-11-2021 | Ер-Райян (муніципалітет) | Туніс             | 5 – 1      | Мавританія           | Coppa araba FIFA 2021 - 1-й етап         | -    | 64'       |
| 3-12-2021  | Ель-Хаур (муніципалітет) | Сирія             | 2 – 0      | Туніс                | Coppa araba FIFA 2021 - 1-й етап         | -    |           |
| 6-12-2021  | Доха                     | Туніс             | 1 – 0      | ОАЕ                  | Coppa araba FIFA 2021 - 1-й етап         | -    | 82'       |
| 10-12-2021 | Ер-Райян (муніципалітет) | Туніс             | 2 – 1      | Оман                 | Coppa araba FIFA 2021 - чвертьфінал      | -    | 89'       |
| 15-12-2021 | Доха                     | Туніс             | 1 – 0      | Єгипет               | Coppa araba FIFA 2021 - півфінал         | -    | 81'       |
| 18-12-2021 | Ель-Хаур (муніципалітет) | Туніс             | 0 – 2 д.ч. | Алжир                | Coppa araba FIFA 2021 - Фінал            | -    | 88'       |
| 12-1-2022  | Limbe                    | Туніс             | 0 – 1      | Малі                 | Кубок африканських націй 2021 - 1-й етап | -    | 46'       |
| 20-1-2022  | Limbe                    | Гамбія            | 1 – 0      | Туніс                | Кубок африканських націй 2021 - 1-й етап | -    | 68' 90+2' |
| 29-3-2022  | Радес                    | Туніс             | 0 – 0      | Малі                 | Відбір до ЧС 2022                        | -    | 90+1'     |
| 2-6-2022   | Радес                    | Туніс             | 4 – 0      | Екваторіальна Гвінея | Відбір до Кубка африканських націй 2023  | -    | 32' 79'   |
| 5-6-2022   | Франсистаун              | Ботсвана          | 0 – 0      | Туніс                | Відбір до Кубка африканських націй 2023  | -    | 90+1'     |
| 10-6-2022  | Кобе                     | Чилі              | 0 – 2      | Туніс                | товариський матч                         | -    | 79'       |
| 14-6-2022  | Суйта                    | Японія            | 0 – 3      | Туніс                | товариський матч                         | -    | 77'       |
| 22-9-2022  | Орлеан                   | Коморські Острови | 0 – 1      | Туніс                | товариський матч                         | -    | 81'       |
| 27-9-2022  | Париж                    | Бразилія          | 5 – 1      | Туніс                | товариський матч                         | -    | 90'       |
| Усього     |                          | Матчів            | 18         |                      | Голів                                    | 0    |           |

## Досягнення
- Володар Кубка Англії (1):

«Манчестер Юнайтед»: 2023-24